# Bai Lu
Bai Mengyan (chino: 白梦妍) más conocida como Bai Lu (chino: 白鹿), es una actriz y cantante china.

## Biografía
Es buena amiga del actor Zhang Yijie.

## Carrera
Desde el 2016 es miembro de la agencia "Huanyu Film".
El 30 de agosto del 2017 obtuvo su primer papel protagónico cuando se unió al elenco principal del webdrama de comedia King is Not Easy (大王不容易) donde dio vida a Dan Xi, una joven que termina intercambiando su alma con la del Emperador Ji Man (Zhang Yijie), hasta el final de la serie el 28 de septiembre del mismo año.
En enero del 2018 se unió al elenco de la serie Untouchable Lovers donde interpretó a la atractiva y astuta Le Yun, la concubina del Príncipe Tuoba Yun (Merxat Yalkun) y a Huo Xuan, una mujer general y comandante del ejército Huo, que a pesar de que tiene una relación de amor y odio con Gu Huan (He Fengtian), se enamora de él, hasta el final de la serie en abril del mismo año.
El 28 de enero del 2019 se unió al elenco principal de la serie The Legends donde interpretó a Zhao Yao, una joven dulce que luego de presenciar el asesinato de su abuelo a manos de Ming Xuan, jura vengarse creando su propio clan y convirtiéndose en una mujer poderosa, hasta el final de la serie el 3 de abril del mismo año.
El 6 de agosto del mismo año se unió al elenco principal de la serie Arsenal Military Academy donde dio vida a Xie Xiang, una joven que se une al ejército en lugar de su hermano haciéndose pasar por un hombre, hasta el final de la serie el 6 de septiembre del mismo año. 
El 25 de septiembre del mismo año se unió al elenco principal de la serie Lucky's First Love (también conocida como "The World Owes Me A First Love") donde interpretó a la capaz y emprendedora Xing Yun, quien termina enamorándose de su testarudo jefe Xia Ke (Xing Zhaolin), hasta el final de la serie el 17 de octubre del mismo año.
El 27 de septiembre del 2020 se unió al elenco principal de la serie Love Is Sweet (半是蜜糖半是伤) donde dio vida a Jiang Jun, hasta el final de la serie el 27 de octubre del mismo año.
El 23 de octubre del mismo año participó en la serie Jiu Liu Overlord (九流霸主) donde interpretó a Long Aoyi, la inteligente líder del Clan Dragón "Longzhu", quien se unirá al comerciante textil Li Jingliu (Lai Yi) para luchar por la gente, hasta el final de la serie el 11 de noviembre del mismo año.
El 18 de agosto de 2021 se unió al elenco principal de la serie One and Only (también conocida como "Love Your Bones Forever" y/o " (一生一世)) donde dio vida a Cui Shiyi, hasta el final de la serie el 27 de agosto del mismo año. El 6 de septiembre del mismo año se unió al elenco principal de la serie Forever and Ever, donde da vida a Shiyi. La serie es la secuela de "One and Only".
Ese mismo año se unirá al elenco principal de la serie Zhaoge donde interpretará a Deng Chanyu, una dama noble de nacimiento y la esposa de Tu Xingsun (Sun Shaolong).
También se unirá al elenco principal de la serie The Monkey King 3 (西遊記女兒國, también conocida como "The Monkey King: Land of Beauty") donde dará vida a Wu Shuang.
Así como al elenco principal de la serie Song of Youth (玉楼春) donde interpretará a Lin Shaochun.
El 28 de febrero de 2022 se anunció que estaba en pláticas para unirise al elenco de la serie Peaceful Like a Dream.

## Filmografía

### Series de televisión
| Año  | Título                   | Papel                                | Cadena   | Notas            | Ref    |
| ---- | ------------------------ | ------------------------------------ | -------- | ---------------- | ------ |
| 2017 | King is Not Easy         | Da Xi                                | Tencent  | Papel Principal  |        |
| 2018 | Untouchable Lovers       | Han Xiao                             | Hunan TV | Papel Secundario |        |
| 2019 | The Legends              | Lu Zhao Yao                          | Hunan TV | Papel Principal  |        |
| 2019 | Arsenal Military Academy | Xie Xiang / Xie Liang Chen           | QiYi     | Papel Principal  |        |
| 2019 | Lucky's First Love       | Xing Yun                             | QiYi     | Papel Principal  |        |
| 2020 | Love Is Sweet            | Jiang Jun                            | QiYi     | Papel Principal  |        |
| 2020 | Jiu Liu Overlord         | Long Ao Yi                           | Tencent  | Papel Principal  | [ 20 ] |
| 2021 | Song of Youth            | Lin Shao Chun                        | Youku    | Papel Principal  |        |
| 2021 | One and Only             | Cui Shi Yi                           | QiYi     | Papel Principal  |        |
| 2021 | Forever and Ever         | Shi Yi                               | QiYi     | Papel Principal  | [ 21 ] |
| 2021 | Ace Troops               | Hu Yang                              | QiYi     | Papel Secundario |        |
| TBA  | Till The End of The Moon | Li Su Su / Ye Xi Wu/ Sang Jiu        | Youku    | Papel Principal  | [ 22 ] |
| TBA  | Ordinary Greatness       | Xia Jie                              | QiYi     | Papel Principal  |        |
| TBA  | The Monkey King 3        | Wu Shuang                            |          | Papel Principal  |        |
| TBA  | Zhao Ge                  | Deng Chan Yu (Esposa de Tu Xing Sun) |          | Papel Secundario |        |
| TBA  | Ning An Ru Meng          | Jiang Xue Ning                       |          | Papel Principal  |        |
| 2023 | Only for love            | Zheng Shu Yi                         |          | Papel Principal  |        |

|2023(Till the end of the moon) Li susu,ye xiwu,San jiu
```
Papel principal[Yuoku]
```

### Películas
| Año  | Título | Papel     | Notas |
| ---- | ------ | --------- | ----- |
| 2021 | 1921   | Cai Hesen |       |

### Programas de variedades
| Año  | Título                       | Cadena             | Notas                   |
| ---- | ---------------------------- | ------------------ | ----------------------- |
| 2019 | Real Actor                   | Youku              | Invitada (Ep. 13)       |
| 2019 | Happy Camp                   | Hunan TV, Mango TV | Invitada                |
| 2020 | Keep Running: Yellow River   | Zhejiang TV        | Invitada (Ep. 5)        |
| 2021 | Keep Running: Season 9       | Zhejiang TV        | Invitada (Ep. 13)       |
| 2021 | Have Fun                     | Hunan TV           | Invitada                |
| 2021 | Keep Running: Yellow River 2 | Zhejiang TV        | Miembro del elenco      |
| 2021 | Happy Camp                   | Hunan TV, Mango TV | Invitada (31/07 – 25/9) |
| 2022 | Keep Running: Season 10      | Zhejiang TV        | Miembro del elenco      |

### Revistas / sesiones fotográficas
| Año  | Título             | Notas                    |
| ---- | ------------------ | ------------------------ |
| 2019 | InSnap Vision      | (publicación de agosto)  |
| 2019 | I-Style            |                          |
| 2019 | Chic Banana        |                          |
| 2019 | 座驾Car            |                          |
| 2019 | ELLE China         |                          |
| 2019 | Bazaar Jewelry     | (publicación de octubre) |
| 2019 | Celebrity Magazine |                          |
| 2019 | Comfort Magazine   |                          |
| 2020 | Marie Claire China |                          |
| 2021 | Kiks Magazine      |                          |
| 2021 | Shanghai magazine  |                          |
| 2021 | VOGUE              | (publicación de junio)   |
| 2021 | Lifestyle Magazine |                          |
| 2021 | cosmo Magazine     |                          |
| 2021 | KIKS magazine      |                          |
| 2021 | Bstone Magazine    |                          |

### Anuncios/Endorsos
| Año  | Título            | Notas    |
| ---- | ----------------- | -------- |
| 2020 | Estée Lauder      |          |
| 2020 | YSL Beauty        |          |
| 2021 | Xiangying Apparel | Portavoz |
| 2022 | Olay              | Portavoz |
| 2022 | Michael Kors      |          |

### Eventos
| Año  | Título                  | Notas       |
| ---- | ----------------------- | ----------- |
| 2019 | Fresh Event             | en Shanghái |
| 2019 | 2020 iQiYi Scream Night |             |
| 2021 | 2019 Jinri Toutiao Gala |             |

## Discografía

### Singles
| Año  | Título                               | Álbum                                                     | Notas          |
| ---- | ------------------------------------ | --------------------------------------------------------- | -------------- |
| 2017 | "Subordinate Takes Order" (小的听令) | King is Not Easy OST                                      |                |
| 2018 | "A Tale of Two Phoenixes" (凤囚凰)   | 'Untouchable Lovers OST                                   |                |
| 2019 | "Entering a Dream" (入梦)            | Arsenal Military Academy OST                              | junto a Xu Kai |
| 2019 | "Want To Be With You" (想和你一起)   | Lucky's First Love OST                                    |                |
| 2021 | "The Purple Hairpin" (紫钗记)        | Song of Youth OST                                         |                |
| 2021 | "Heartbeat" (心动)                   | Forever and Ever OST                                      |                |
| 2021 | "My Sugar"                           | Sencillo de cumpleaños del quinto año del debut de Bai Lu |                |

### Otras interpretaciones
| Año  | Título                          | Álbum                                                     | Notas                                                                                         |
| ---- | ------------------------------- | --------------------------------------------------------- | --------------------------------------------------------------------------------------------- |
| 2020 | 战疫                            | Interpretación en la Federation of Literary & Art Circles | junto a Gong Jun, Song Zu'er y Gu Jiacheng                                                    |
| 2020 | I Have An Appointment With 2035 | Lanzado por China Federation of Literary & Art Circles    | (Canción y mensajes de apoyo a quienes luchan contra el coronavirus) - junto a otros artistas |
| 2022 | 虎虎生风开新年                  | China Literary and art circles Spring Festival Gala       | junto a Li Yitong, Zeng ShunXi, Guo Junchen y Li Wenhan                                       |

## Premios y nominaciones
| Año  | Premio                                                       | Categoría                         | Trabajo                                                    | Resultado |
| ---- | ------------------------------------------------------------ | --------------------------------- | ---------------------------------------------------------- | --------- |
| 2017 | 11th Tencent Video Star Awards                               | Nueva actriz más prometedora      | King is Not Easy                                           | Ganadora  |
| 2018 | 7th iQiyi All-Star Carnival                                  | Premio al recién llegado          | Untouchable Lovers                                         | Ganadora  |
| 2019 | 6th The Actors of China Award Ceremony                       | Mejor actriz (Serie web)          | Arsenal Military Academy                                   | Nominada  |
| 2019 | StarHub Night of Stars 2019                                  | Actriz más prometedora            | Arsenal Military Academy                                   | Ganadora  |
| 2019 | Golden Bud - The Fourth Network Film And Television Festival | Mejor actriz                      | The Legends, Arsenal Military Academy y Lucky's First Love | Nominada  |
| 2019 | 8th iQiyi All-Star Carnival                                  | Actriz más popular                | Arsenal Military Academy                                   | Ganadora  |
| 2019 | Weibo TV Series Awards                                       | Las 10 mejores actrices populares | The Legends, Arsenal Military Academy y Lucky's First Love | Ganadora  |
| 2019 | Today Headline News Award                                    | Nueva estrella femenina del año   |                                                            | Ganadora  |
| 2020 | 7th The Actors of China Award Ceremony                       | Mejor actriz (Serie web)          |                                                            | Ganadora  |
| 2020 | 2021 iQIYI Scream Night                                      | Actriz popular del año            | Love Is Sweet                                              | Ganadora  |
| 2021 | 8th Wen Rong Awards                                          | Mejor actriz juvenil              | Forever and Ever                                           | Nominada  |
| 2021 | iQiYi Q Awards 2021                                          | Actriz más popular                | One and Only                                               | Ganadora  |
| 2021 | 34th Huading Awards                                          | Mejor actriz                      | One and Only                                               | Nominada  |
| 2022 | 7th Global Diplomats' Chinese Culture Night                  | Actriz joven más popular          |                                                            | Ganadora  |